# Heliophanus redimitus
Heliophanus redimitus är en spindelart som beskrevs av Simon 1910. Heliophanus redimitus ingår i släktet Heliophanus och familjen hoppspindlar. Inga underarter finns listade i Catalogue of Life.